# 빌리 와그너
윌리엄 에드워드 와그너(William Edward Wagner, 1971년 7월 25일 ~ )는 "빌리 더 키드"(영어: Billy the Kid)라는 별명으로도 알려진 미국의 전 야구 투수로, 1995년부터 2010년까지 메이저 리그 베이스볼 (MLB)에서 휴스턴 애스트로스, 필라델피아 필리스, 뉴욕 메츠, 보스턴 레드삭스, 애틀랜타 브레이브스 소속으로 16시즌을 뛰었다. 7차례의 올스타에 선정되었고 1999년 내셔널 리그 (NL) 롤레이즈 구원 투수 상을 수상한 와그너는 통산 400 세이브를 달성한 8명의 메이저 리그 구원 투수 중 한 명이다. 좌투좌타인 와그너는 신장 5 피트 10 인치 (1.78 m)에 체중 180 파운드 (82 kg)이다.
선천적으로 오른손잡이였던 와그너는 어린 시절 두 번 팔이 부러진 후 좌투를 배웠다. 와그너의 통산 11.9 9이닝당 탈삼진 (K/9)은 900 투구 이닝 이상을 기록한 모든 메이저 리그 투수 중 가장 높다. 그의 통산 2.31 평균자책점, .187 타율, 0.998 WHIP은 라이브볼 시대의 모든 좌투수 중 가장 낮다. 그는 내셔널 리그에서 세이브 부문 상위 10위 안에 10번, 완투 부문 상위 10위 안에 9번 들었다. 2025년에 와그너는 미국 야구 명예의 전당에 헌액되었다.

## 어린 시절
와그너는 1971년 7월 25일 버지니아주 매리언에서 16세의 이본과 18세의 윌리엄 "핫로드" 와그너 사이에서 태어났다. 와그너의 부모님은 그가 5살이던 1976년에 이혼했다. 와그너와 그의 여동생 채시티는 이후 10년 동안 매리언 지역에서 부모, 계부모, 조부모와 다양한 조합으로 함께 살았다. 이 기간 동안 와그너와 그의 가족은 종종 푸드 스탬프에 의존했다. 와그너는 전형적인 아침 식사를 "땅콩버터와 물 한 잔을 곁들인 몇 개의 크래커"라고 묘사했다.
일곱 살 때, 와그너는 동네 아이들과 미식축구를 하던 중 한 아이가 실수로 그의 오른팔에 넘어져 팔이 부러졌다. 깁스를 풀고 얼마 지나지 않아 그는 다시 팔을 부러뜨렸다. 팔에 장기적인 손상을 피하기 위해 선천적 오른손잡이였던 와그너는 좌투로 야구공을 던지기 시작했다.
14살 때, 와그너는 매리언에서 약 25 마일 (40 km) 떨어진 버지니아주 태너스빌/버지니아주 태즈웰 지역에 살던 숙모, 삼촌, 사촌들과 함께 살게 되었다. 불안정한 가정 생활로 인해 학교에서 1년 뒤처졌음에도 불구하고, 와그너는 학교 관리자들이 그가 중학교 친구들을 다치게 할 만큼 공을 세게 던진다고 우려했기 때문에 사회적 승진을 통해 태즈웰 고등학교로 진학했다.

## 경력

### 아마추어 경력
와그너는 버지니아주 태즈웰에 있는 태즈웰 고등학교를 졸업했으며, 고등학교 야구 마지막 시즌에 타율 0.451, 23도루, 29타점, 46이닝 동안 116탈삼진, 7승 1패의 투구 기록, 1.52의 평균자책점을 기록했다. 고등학교 3학년 때 와그너는 신장이 겨우 5 피트 5 인치 (1.65 m)이고 체중이 135 파운드 (61 kg)에 불과했으며 그 결과 메이저 리그 베이스볼 스카우트나 디비전 I 대학으로부터 주목을 받지 못했다.
와그너는 사촌을 따라 버지니아주 페럼에 있는 작은 인문대학인 페럼 칼리지에 진학했고, 그곳에서 둘 다 야구와 미식축구를 했다. 페럼의 코치들은 와그너에게 야구에 집중하라고 조언했고, 결국 그는 그 조언을 받아들여 미식축구를 그만두었다.
와그너는 1992년에 9이닝당 19+1⁄3개의 9이닝당 탈삼진, 9이닝당 1.88개의 9이닝당 허용 안타로 NCAA 단일 시즌 기록을 세웠다. 1992년 시즌 후, 그는 케이프 코드 야구 리그 (CCBL)의 브루스터 화이트캡스에서 컬리지 서머 베이스볼을 뛰었으며, 리그의 뛰어난 프로 유망주로 선정되었고, 2022년 CCBL 명예의 전당에 헌액되었다.
2012년, 와그너는 버지니아 스포츠 명예의 전당에 헌액되었다.

### 휴스턴 애스트로스

#### 마이너 리그 및 초기 메이저 리그 경력: 1993−97
와그너는 1993년 6월 메이저 리그 베이스볼 드래프트 1라운드에서 휴스턴 애스트로스에 지명되었다. 그는 메이저 리그 데뷔 전까지 쿼드 시티 리버 밴딧츠에서 마이너 리그 베이스볼 선발 투수로만 뛰었다. 1994년에 와그너는 204탈삼진으로 북미 마이너 리그 투수 중 최다 탈삼진을 기록했다. 와그너는 1995년 9월 12일 1995년에 AAA에서 뒤늦게 승격되어 뉴욕 메츠와의 10대 5 패배 경기에서 한 타자를 상대로 등판하며 애스트로스에서 첫 메이저 리그 경기를 치렀다. 이 경기는 그 시즌에 그가 애스트로스에서 등판할 수 있었던 유일한 기회였다.
와그너는 1996년에 다시 마이너 리그에서 선발 투수로 시작했지만, 시즌을 애스트로스의 구원 투수로 마무리했다. 그는 AAA 투손 토로스에서 12번의 선발 등판에서 6승 2패, 3.28 평균자책점을 기록했다. 그의 계약은 1996년 6월 2일에 애스트로스에 의해 구매되었고, 와그너는 애스트로스 감독에 의해 전적으로 짧은 구원 투수로 배치되었다. 그는 메이저 리그 시즌을 13번의 기회 중 9세이브로 마무리했고, 28개의 안타를 허용했으며, 51+2⁄3이닝 동안 67명의 타자를 삼진으로 잡았는데, 이는 9이닝당 11.7개의 삼진율을 기록했다. 그의 상대 타자들은 그를 상대로 .165의 타율을 기록했다.
1997년에 와그너는 메이저 리그에서 첫 풀 시즌을 뛰었다. 그는 29번의 기회 중 23세이브를 기록했고, 66+1⁄3이닝 동안 106명의 타자를 삼진으로 잡았다. 이는 9이닝당 14.4개의 9이닝당 탈삼진이라는 메이저 리그 기록을 세웠는데, 이는 전 신시내티 레즈 구원 투수 롭 디블이 1992년에 세운 14.1개의 기록을 깬 것이다.
와그너는 66이닝 동안 13번의 삼자범퇴를 기록했고, 시즌 총 106개의 삼진은 휴스턴 애스트로스 구원 투수 기록을 세웠다.

#### 1998−99
1998년에 와그너는 4승 3패, 2.70 ERA, 60이닝 동안 97탈삼진을 기록했다. 그는 30세이브를 기록했는데, 이는 당시 팀 역사상 단일 시즌 두 번째로 많은 기록이었다. 그는 4월 12일 로스앤젤레스 다저스와의 첫 블론 세이브와 7월 11일 세인트루이스 카디널스와의 두 번째 블론 세이브 사이에 19회 연속 세이브 기회를 성공시켰다.
1998년 7월 15일, 애리조나 다이아몬드백스를 상대로 8대 7 리드를 지키던 중, 와그너는 그의 귀 뒤쪽 머리 왼쪽 측면을 맞았다. 와그너는 정신이 말짱했고 의식이 있었으며, 활력징후는 양호했다. 그는 들것에 실려 경기장을 떠났고, 뇌진탕을 입은 것으로 밝혀졌다. 그는 밤을 병원에서 보냈다. 다음 날, 그는 휴스턴으로 비행기로 돌아왔고, 즉시 야구의 15일 부상자 명단에 올랐다. 와그너는 몇 주 동안 균형과 협응력을 훈련한 후, 팀 주치의로부터 마이너 리그 팀과의 재활 과제를 시작해도 좋다는 허락을 받았다. 그곳에서 세 경기를 뛴 후, 와그너는 8월 6일에 애스트로스에 다시 소집되었고, 남은 시즌을 사고 없이 그곳에서 마쳤다. 애스트로스는 프랜차이즈 최고 기록인 102승을 거두며 내셔널 리그 중부 지구 우승을 차지했고, 리그에서 가장 많은 득점을 기록했다. 그들의 시즌은 샌디에이고 파드리스에게 내셔널 리그 디비전 시리즈에서 패배하면서 끝났다.
와그너는 1999년 올해의 구원 투수 상을 내셔널 리그에서 수상했다. 그는 39세이브를 기록했고 74이닝 동안 124탈삼진(9이닝당 15탈삼진)을 잡았다. 와그너는 4승 1패, 1.57의 평균자책점을 기록했으며 허용 안타보다 더 많은 세이브를 기록했다(74.2이닝 동안 35안타 허용).

#### 2000−03
2000년 시즌은 와그너에게는 전형적인 방식으로 시작되었는데, 그는 애스트로스의 첫 네 번의 승리 중 세 번을 세이브했고, 첫 20명의 타자 중 16명을 은퇴시켰다. 그러나 5월 4일 시카고 컵스를 상대로 세이브를 기록한 후, 5월 12~13일 레즈를 상대로 2연속 블론 세이브를 기록했다. 그가 여전히 레이더로 측정할 때 시속 100마일을 가끔 던졌음에도 불구하고, 그는 이전에 자주 던졌던 시속 85~90마일의 슬라이더를 던지지 못했다. 와그너는 계속해서 고전하다가 투구하는 팔의 굴근 힘줄 파열로 부상자 명단에 올랐고, 시즌 마지막 3개월 반을 결장했다. 그는 2승 4패, 6.18의 평균자책점, 15번의 기회 중 6세이브를 기록했으며, 7+2⁄3이닝 동안 28탈삼진과 18개의 볼넷을 기록했다. 그는 2001년에 다시 반등했다. 팔꿈치 수술 후, 그는 2승 5패, 41번의 기회 중 39세이브, 2.73의 평균자책점을 기록했다. 62+2⁄3이닝 동안 그는 79명의 타자를 삼진으로 잡았다.
2002년에 와그너는 4승 2패, 2.52 평균자책점, 88탈삼진, 75이닝 동안 35세이브를 기록했다. 그리고 2003년에는 그의 최고의 시즌을 즐겼는데, 세이브(44개), 투구 이닝(86이닝), 경기 출장(78경기)에서 커리어 하이를 기록했고, 105탈삼진을 기록하며 리그 최다 완투를 기록했다. 그 해 그는 또한 시속 100마일 이상의 투구를 159번 기록하며 메이저 리그에서 가장 강하게 던지는 투수로서의 지위를 확고히 했다. 두 번째는 선발 투수 바톨로 콜론으로 12번을 기록했다.
2003년 6월 11일, 와그너는 뉴욕 양키스를 상대로 기록적인 6명의 투수가 던진 노히터를 마무리했다.
2003년 월드 시리즈 이후, 와그너는 플레이오프에 나갈 만한 팀을 만들지 못한 애스트로스 프런트 오피스를 비판했다. 11월 3일, 빌리 와그너는 필라델피아 필리스로 트레이드되었다는 통보를 받았다.

### 필라델피아 필리스

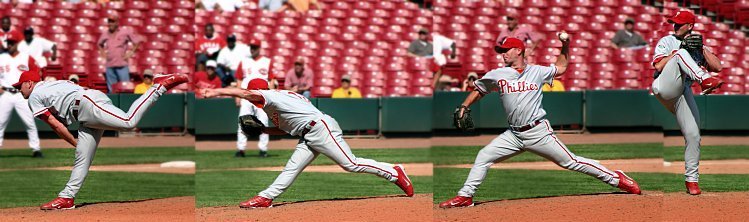
와그너의 투구 모션.

와그너는 2004년 시즌 전에 필라델피아로 트레이드되었지만, 손 부상으로 인해 시즌이 단축되었다. 그는 2005년에 그의 경력 최고 평균자책점을 기록했고 다시 리그에서 가장 많은 완투를 기록했다. 와그너는 2005년 시즌 후 자유 계약 선수가 되었고 뉴욕 메츠와 4년 4,300만 달러 계약과 1년 클럽 옵션 계약을 체결했다.
2006년 5월 7일 인터뷰에서 와그너는 2005년 9월에 필리스가 플레이오프에 진출할 "기회가 없다"고 언론에 반복적으로 말하며 필리스의 경기력을 비판한 후, 그의 전 필리스 팀 동료들로부터 모두 비난을 받았다고 말했다 (필리스는 1경기 차이로 플레이오프 진출에 실패하여 그의 말이 사실로 입증되었다). 필리스의 좌익수 팻 버럴은 와그너를 "쥐새끼"라고 불렀다고 보도되었다. 이 갈등은 2005-2006 오프시즌에 와그너가 필라델피아를 떠나게 된 여러 요인 중 하나로 보도되었다.

### 뉴욕 메츠
와그너는 2006년을 40세이브와 2.24 평균자책점으로 마쳤고 통산 300세이브라는 기록을 세웠다. 그의 활약은 메츠가 18년 만에 첫 지구 우승을 차지하는 데 기여했다. 그러나 그는 포스트시즌에서 좋은 모습을 보이지 못했다. 3세이브를 기록했지만, 1패를 기록했고, 5+2⁄3이닝 동안 6실점을 허용하여 평균자책점은 10.40에 달했다.

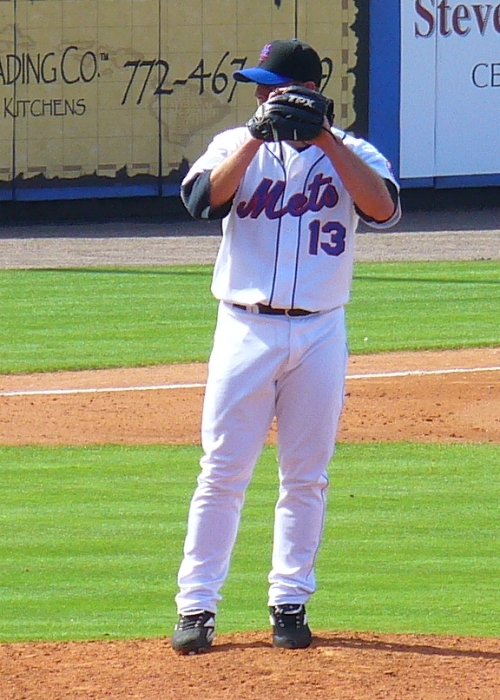
2007년 봄의 와그너.

와그너는 2007년 시즌 전반기에 좋은 활약을 펼쳤다. 18번의 세이브 기회 중 17번을 성공시켰고, 평균자책점은 1.94였다. 7월은 그의 최고의 달이었는데, 8번의 세이브 기회에서 모두 성공했고, 무실점을 기록했으며, D.H.L. "이달의 배달맨" 상을 수상했다. 그 달에 와그너의 평균자책점은 0.00이었고, 안타 2개를 허용했으며, 완투에 해당하는 이닝을 던졌다. 그의 활약으로 그는 내셔널 리그 올스타 팀에 선정되었다.
와그너의 야구 시즌 후반기는 그만큼 성공적이지 못했다. 그는 17번의 세이브 기회 중 13번을 성공시켰고, 그의 평균자책점은 3.90이었다. 와그너의 투구 실력은 시즌 마지막 두 달 동안 하락했다. 8월 30일, 와그너는 필리스와 메츠 간의 4연전에서 결정적인 4차전 세이브에 실패했다. 최종 결과는 필리스의 4경기 스윕이었다. 이 스윕은 시즌의 차이를 만들었는데, 메츠는 정규 시즌이 끝날 때 필리스에 한 경기 뒤쳐져 7경기 차이를 만회하지 못했다. 필리스를 상대로 한 번 더 승리했다면 그 해 메츠는 지구 우승을 차지했을 것이다.
와그너는 그 시즌 8월에 6.23의 평균자책점을 기록했으며, 9월에는 허리 경련으로 고생했다.
2008년 5월 15일, 와그너는 워싱턴 내셔널스와의 경기에서 1대 0으로 패배한 후 팀 동료들과 코치들을 향해 분노를 터뜨렸다. 부분적으로는 카를로스 벨트란과 카를로스 델가도를 포함한 팀 동료들이 경기 후 언론과 인터뷰를 하지 않은 것에 대해 비난했다. 그러나 와그너는 시즌 초반에 올스타전에 선정될 만큼 충분히 잘 던졌다. 경기 중 와그너는 늦게 등판하여 에번 롱고리아에게 동점 2루타를 허용했고, 내셔널 리그는 15이닝 만에 패했다.
2008년 9월, 메츠는 와그너가 왼쪽 팔꿈치의 척골측부인대와 굴근 힘줄이 파열되었다고 발표했다. 이 부상으로 토미 존 서저리가 필요했다. 이 수술과 회복으로 인해 와그너는 1년간 경기에 출전할 수 없게 되었다. 와그너는 2009년에 메츠로부터 1,050만 달러를 받았다. 2010년에는 메츠가 800만 달러 옵션에 100만 달러 바이아웃 조항이 있었다.
그의 심각한 팔꿈치 부상 발표 후 열린 기자회견에서 와그너는 MLB 복귀를 다짐했다. 그는 이전에 2009년 이후에는 더 이상 투구하지 않겠다고 말했지만, 심각한 부상으로 야구 경력을 끝내고 싶지 않다고 말하며 이를 수정했다. 그는 또한 월드 시리즈 우승과 통산 약 420세이브 달성을 꿈꾼다고 말했다.
그러나 와그너는 또한 "메츠 선수로서 마지막 [야구] 경기를 뛰었다"고 말했다. 와그너는 메츠가 그에게 2009년에 투구 여부에 관계없이 800만 달러를 보장하는 것은 사업적으로 좋은 결정이 아닐 것이라고 설명했다.
그의 발언에도 불구하고, 와그너는 2009년 시즌 초에 부상자 명단에 있는 메츠의 40인 로스터에 남았다. 그는 2009년 8월 20일 애틀랜타 브레이브스와의 경기에서 메츠 소속으로 처음으로 등판했다. 그는 1이닝 동안 2탈삼진을 기록하며 안타나 볼넷을 허용하지 않았다.

### 보스턴 레드삭스

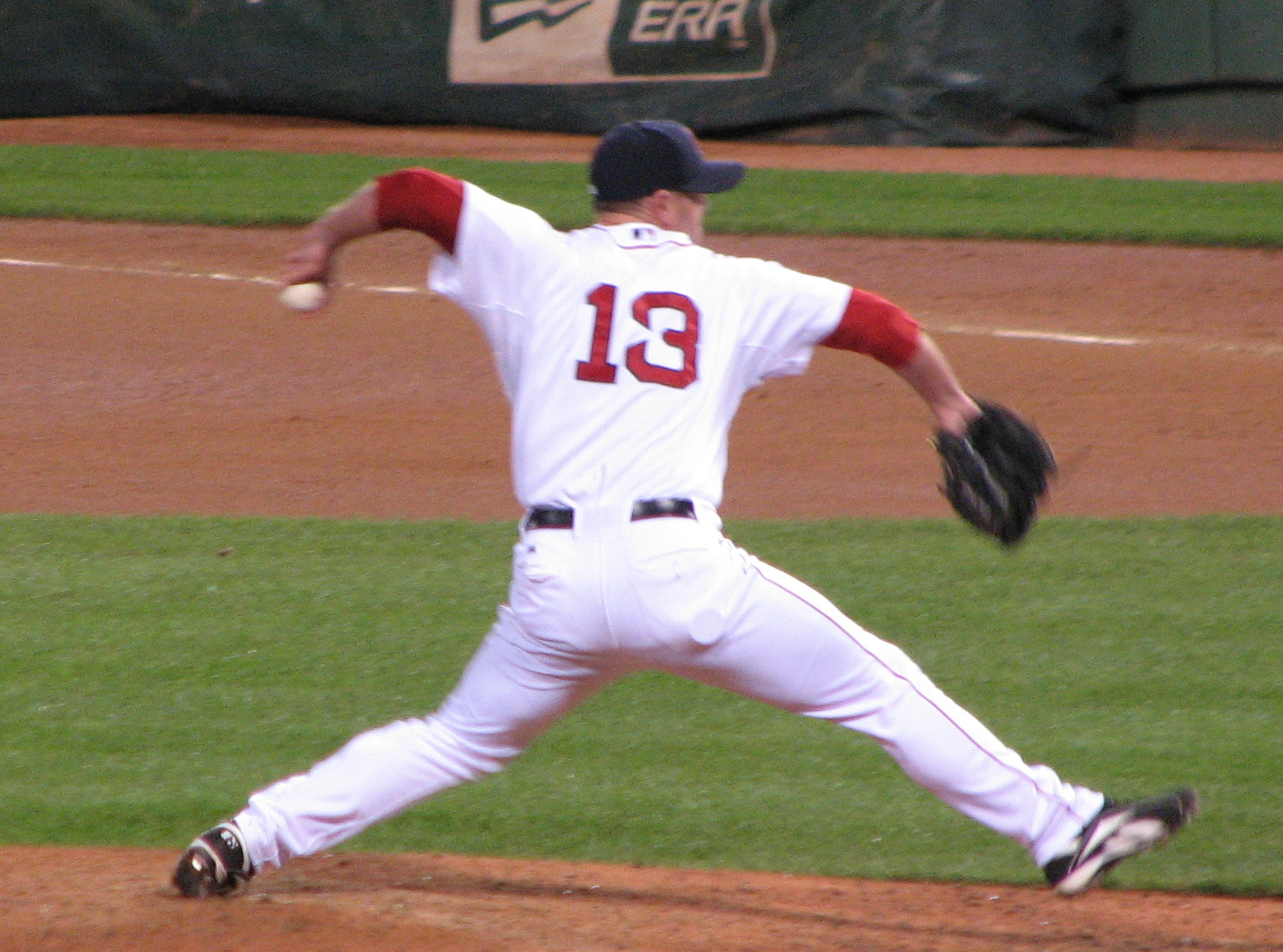
2009년 보스턴 레드삭스 재임 시절의 와그너.

2009년 8월 21일, 보스턴 레드삭스가 메츠로부터 와그너를 웨이버로 영입했다는 보도가 나왔다. 초기 보도에서는 와그너가 트레이드 거부 조항을 발동하여 트레이드를 거부할 것이라고 예상했지만, 그는 8월 25일 크리스 카터와 에디 로라를 상대로 트레이드에 동의했으며, 추가적으로 레드삭스는 2010년 800만 달러 옵션을 행사할 수 없지만 연봉 조정을 제안할 수 있다는 조건이 붙었다. 레드삭스는 와그너에게 연봉 조정을 제안했지만 그는 거절했고 따라서 레드삭스는 와그너와 계약한 팀(애틀랜타 브레이브스)으로부터 1라운드 드래프트 지명권과 2010년 신인 드래프트에서 샌드위치 픽을 받았다. 레드삭스 유니폼을 입고 거둔 유일한 승리는 9월 9일 오리올스를 상대로 거둔 것이었다.

### 애틀랜타 브레이브스
2009년 12월 2일, 와그너와 애틀랜타 브레이브스는 2011년 시즌에 650만 달러의 베스팅 옵션을 포함하여 700만 달러 상당의 1년 계약에 합의했다. 2010년 4월 30일, 와그너는 가족과 더 많은 시간을 보내기 위해 2010년 시즌 후 은퇴할 것이라고 밝혔다. 6월 25일 디트로이트 타이거스와의 경기에서 와그너는 통산 400번째 세이브를 달성했다. 경기 후, 그는 여전히 시즌 후 은퇴할 계획이라고 말했다. 7월 11일, 와그너는 발목 부상으로 인해 2010년 내셔널 리그 올스타 로스터에 부상 대체 선수로 선정되었지만 이를 거절했다.
와그너는 10월 3일 정규 시즌 마지막 경기를 치렀고, 상대한 마지막 네 타자 중 세 명을 루킹 삼진으로 처리하며 마지막 네 타자를 모두 삼진으로 잡았다. 그는 마지막 시즌을 개인 최고 기록인 1.43 평균자책점으로 마쳤다. 와그너는 10월 8일 내셔널 리그 디비전 시리즈 2차전 샌프란시스코 자이언츠와의 경기에서 마지막 메이저 리그 경기를 치렀다. 와그너는 왼쪽 내복사근 부상을 입어 단 두 타자만 상대한 후 경기를 떠났다. 브레이브스는 와그너가 회복하기 전에 결국 시리즈에서 패했다.

## 은퇴 후 경력
와그너는 2010년 시즌을 마치고 버지니아주 크로젯으로 은퇴했다.
2011년 2월 12일, 와그너는 은퇴 의사를 재차 밝히며 "나는 야구를 하지 않는 것에 완전히 만족한다"고 말했다. "야구를 보는 것도, 야구에 대해 이야기하는 것도 좋다. 그리운 것이 있다면 함께 뛰었던 몇몇 선수들과 경기장에서 경쟁하는 것이겠지만, 그 외에는 다 괜찮다."
2011년 3월 30일, 브레이브스는 와그너를 방출했다. 그는 버지니아주의 밀러 스쿨 오브 앨버말 야구 코치가 되었다. 그는 2013년 4월 6일 그의 고등학교 모교와 그의 고등학교 코치를 상대로 코치했다. 와그너는 그의 팀을 버지니아 독립 학교 체육 협회 주 챔피언십 4회 우승으로 이끌었다.
2024년, 그의 아들 윌 와그너가 토론토 블루제이스에서 데뷔했다. 그는 밀러에서 윌과 다른 아들 케이슨을 코치했다.

## 업적과 영예

### 경력 관점
800이닝 이상을 던진 모든 투수 중에서 와그너의 11.9 K/9와 33.2%의 탈삼진율은 모두 메이저 리그 역사상 최고 기록이다. 상대 타자들은 그를 상대로 .187의 타율만을 기록했는데, 이는 800이닝 이상을 던진 MLB 투수 중 가장 낮은 기록이다. 와그너의 통산 WHIP 0.998은 500이닝 이상을 던진 투수 중 가장 낮다. 2019년, 와그너는 국립 대학 야구 명예의 전당에 헌액되었다.

### 미국 야구 명예의 전당 후보
와그너는 2016년에 미국 야구 명예의 전당 투표에 처음으로 등장하여 10.5%의 득표율을 기록했다. 이는 당선을 위한 75%에는 훨씬 못 미치지만, 명단에 남기 위한 최소 5%는 넘는 수치였다. 그의 지지율은 계속해서 증가하여 2021년 투표에서는 46.4%, 2022년 투표에서는 51.0%, 2023년 투표에서는 68.1%를 기록했다. 그리고 2024년 투표에서는 73.8%를 기록했다. 2024년 투표에서 그는 기준점보다 불과 5표가 부족했다. 2025년, 투표 명단에 마지막으로 이름을 올린 해에 그는 82.5%의 득표율로 명예의 전당에 헌액되었다. 그는 레드 러핑, 조 메드윅, 랠프 카이너, 짐 라이스, 팀 레인스, 에드거 마르티네즈, 래리 워커에 이어 현대 투표 시대(1966년 이후)에서 마지막 투표에 당선된 8번째 선수가 되었다.
| 상                                    | 부문                                  | 결과 / 섹션                   | 연도 | Ref.   |
| ------------------------------------- | ------------------------------------- | ----------------------------- | ---- | ------ |
| 이달의 배달맨                         | 이달의 배달맨                         | 7월                           | 2007 | [ 47 ] |
| 휴스턴 애스트로스 올해의 신인         | 휴스턴 애스트로스 올해의 신인         | 휴스턴 애스트로스 올해의 신인 | 1996 | [ 25 ] |
| 휴스턴 애스트로스 올해의 투수         | 휴스턴 애스트로스 올해의 투수         | 휴스턴 애스트로스 올해의 투수 | 2003 | [ 25 ] |
| 버지니아 스포츠 명예의 전당 및 박물관 | 버지니아 스포츠 명예의 전당 및 박물관 | 헌액                          | 2012 | [ 48 ] |